# یواس‌اس جانسن (دی‌ئی-۳۹۶)
یواس‌اس جانسن (دی‌ئی-۳۹۶) (به انگلیسی: USS Janssen (DE-396)) یک کشتی بود که طول آن ۳۰۶ فوت (۹۳ متر) بود. این کشتی در سال ۱۹۴۳ ساخته شد.